# Ken Maynard
Ken Maynard (21 de julio de 1895-23 de marzo de 1973) fue un actor y especialista cinematográfico estadounidense.

## Biografía
Su verdadero nombre era Kenneth Olin Maynard, y nació en Vevay, Indiana. Fue un experto jinete, de joven trabajó en el rodeo y fue caballista en el espectáculo de Buffalo Bill Wild West Show. En la Primera Guerra Mundial sirvió en el Ejército de los Estados Unidos y, tras su finalización, volvió al mundo del espectáculo como jinete en el circo Ringling Brothers and Barnum & Bailey Circus. Cuando el circo estaba en Los Ángeles, California, el actor Buck Jones estimuló a Maynard a buscar trabajo en el cine, y pronto consiguió un contrato con Fox Studios.
Actuó por primera vez en el cine mudo en 1923, trabajando también como especialista. Maynard fue uno de los primeros cowboys cantantes, actuando para  Columbia Records, y grabando dos canciones, "The Lone Star Trail" y "The Cowboy's Lament". Maynard después pasó a Universal Studios, donde rodó sus primeras películas con banda sonora musical. En el film Sons of the Saddle (1930) cantó dos temas.
En 1931 y 1932 Maynard trabajó para Tiffany Productions y Sono Art-World Wide Pictures, antes de volver a Universal en 1933. Maynard tocaba varios instrumentos: así, en The Fiddlin' Buckaroo (1933) aparecía interpretando el violín, y en The Trail Drive (1933) hacía lo mismo con el banjo. Al año siguiente, 1934, Maynard se pasó a Mascot Pictures.
Con su sombrero blanco, una camisa elegante, y un par de revólveres, desde la década de 1920 hasta mediada la de 1940 Maynard actuó en más de 90 filmes. Sin embargo, su alcoholismo impactó negativamente en su vida, y su carrera finalizó en 1944. Se dedicó a actuar en ferias y en rodeos, y fue propietario de un pequeño circo en el que actuaban jinetes de rodeo, pero finalmente quedó en manos de sus acreedores. El actor perdió toda su fortuna y acabó arruinado y viviendo en una casa móvil. En esos años Maynard recibió apoyo de un benefactor desconocido, aunque se especuló que pudo ser Gene Autry.
Más de 25 años después de su última interpretación como protagonista, Maynard volvió a hacer dos pequeños papeles en el cine, en 1970 y 1972.
Ken Maynard falleció arruinado en 1973 en el Motion Picture Home de Woodland Hills (Los Ángeles), California. Fue enterrado en el Cementerio Forest Lawn Memorial Park  de Cypress, California.  El funeral de Maynard se describe con detalle en el libro de James Horwitz They Went Thataway.
Por su contribución a la industria cinematográfica, Ken Maynard tiene una estrella en el Paseo de la Fama de Hollywood, en el 6751 de Hollywood Boulevard. 
Su hermano, Kermit Maynard, fue también actor y especialista.